# Terminátor: Příběh Sáry Connorové
Terminátor: Příběh Sáry Connorové (v anglickém originále Terminator: The Sarah Connor Chronicles, známý též pod zkratkou TSCC) je americký sci-fi televizní seriál z produkce studia Warner Bros. Television, vysílaný na televizní stanici Fox. Seriál volně navazuje na děj filmu Terminátor 2: Den zúčtování a točí se okolo fiktivních postav Sáry Connorové a Johna Connora, známých z filmové předlohy.
První řada seriálu byla vysílána mezi 13. lednem 2008 a 3. březnem 2008 a čítala 9 epizod (plánováno bylo 13 epizod, jež se ale nestihly dotočit kvůli stávce sdružení scenáristů, jež trvala od listopadu 2007 do února 2008). Druhá série začala 8. září 2008 a její závěrečná epizoda byla odvysílána 10. dubna 2009.
Ředitel studia Fox Kevin Reilly dne 18. května 2009 oznámil, že seriál už nebude pokračovat třetí sérií, a to z důvodů příliš vysokých nákladů na produkci (ty se pohybovaly mezi 2,7 a 3 miliony dolarů na epizodu) spojených s relativně nízkou sledovaností (ta se pohybovala od 14. dílu 2. řady kolem 3,5 milionu diváků). Přesto ale pokračovaly snahy fanoušků požadujících obnovení seriálu.

## Děj
John Connor (Thomas Dekker) se svou matkou Sarah (Lena Headeyová) unikají před zákonem, poté co s terminátorem zničili Cyberdyne. Když se rozhodnou usadit v Los Angeles, John jde do školy a tam jej napadne nově vyslaný T-888 zvaný „Cromartie“. Když se jej pokusí zabít, vyjde najevo, že Johnova nová půvabná spolužačka Cameron (Summer Glau) je terminátor T-900 vyslaný, aby jej opět bránil. Začíná tak příběh, během něhož se mezi Johnem a Cameron buduje velmi zvláštní a možná i víc než přátelský vztah.

## Vysílání
| Řada | Díly | Premiéra v USA | Premiéra v USA | Premiéra v ČR (Prima Cool) | Premiéra v ČR (Prima Cool) |
| Řada | Díly | První díl      | Poslední díl   | První díl                  | Poslední díl               |
| ---- | ---- | -------------- | -------------- | -------------------------- | -------------------------- |
| 1    | 9    | 13. ledna 2008 | 3. března 2008 | 2. července 2009           | 27. srpna 2009             |
| 2    | 22   | 8. září 2008   | 10. dubna 2009 | 3. září 2009               | 28. ledna 2010             |